# Fire Under My Feet
"Fire Under My Feet" é uma canção da cantora britânica Leona Lewis, gravada para o seu quinto álbum de estúdio I Am. Foi composta pela própria com o auxílio de Toby Gad. O seu lançamento como single ocorreu a 7 de junho de 2015, em formato digital na iTunes Store, através da Island Records e Def Jam Recordings, depois da celebração de novo contrato com as editoras discográficas.

## Faixas e formatos
| Descarga digital |                      |         |  |
| N.º              | Título               | Duração |  |
| 1.               | "Fire Under My Feet" | 3:34    |  |

## Desempenho nas tabelas musicais

### Posições
| Tabela musical (2015)                            | Melhor posição |
| ------------------------------------------------ | -------------- |
| Bélgica - Ultratip (Flandres)                    | 93             |
| Estados Unidos - Billboard Dance/Club Play Songs | 11             |
| Portugal - Portugal Digital Songs                | 30             |
| Reino Unido - UK Singles Chart                   | 51             |

## Histórico de lançamento
| País        | Data               | Formato          | Editora discográfica |
| ----------- | ------------------ | ---------------- | -------------------- |
| Reino Unido | 7 de junho de 2015 | Descarga digital | Island               |
| Brasil      | 8 de junho de 2015 | Descarga digital | Island               |
| França      | 8 de junho de 2015 | Descarga digital | Island               |
| Portugal    | 8 de junho de 2015 | Descarga digital | Island               |